# Karvaluoto (ö i Viitasaari, Ylä-Keitele)
Karvaluoto är en liten ö i norra delen av sjön Keitele Finland. Den ligger i sjön Ylä-Keitele och i kommunen Viitasaari i den ekonomiska regionen  Saarijärvi-Viitasaari och landskapet Mellersta Finland, i den centrala delen av landet, 300 km norr om huvudstaden Helsingfors. Öns största längd är 50 meter i sydöst-nordvästlig riktning.